# كردينال شمالي
الكردينال الشمالي هو طائر يتبع جنس كردينال وفصيلة الكردينال؛ يُعرف أيضًا بالعامية باسم الطائر الأحمر أو الكاردينال الشائع أو الكردينال الأحمر أو الكردينال فقط (والذي كان اسمه قبل عام 1985). توجد في جنوب شرق كندا، عبر شرق الولايات المتحدة من مين إلى مينيسوتا إلى تكساس، وجنوبًا عبر المكسيك وبليز وغواتيمالا. أُدخل هذ النوع في مواقع قليلة مثل برمودا وهاواي. موطنها يشمل الغابات والحدائق والشجيرات والأراضي الرطبة.
الكردينال الشمالي هو طائر مغرد متوسط الحجم يبلغ طول جسمه 21-23 سم. له شعار مميز على الرأس وقناع على الوجه وهو أسود في الذكر ورمادي عند الأنثى. الذكر لونه أحمر نابض بالحياة، بينما الأنثى لون زيتون محمر. الكردينال الشمالي هو نبات محبب بشكل أساسي، ولكنه يتغذى أيضًا على الحشرات والفاكهة. يتصرف الذكر إقليمياً، ويحدّد منطقته بالأغنية. أثناء المغازلة، يغذي الذكر البذور للأنثى منقار إلى منقار. يتم وضع مخلب من ثلاث إلى أربع بيضات، ويتم إنتاج اثنين إلى أربعة براثن كل عام. تم تقديره ذات مرة كحيوان أليف، ولكن تم حظر بيعه كطيور قفص في الولايات المتحدة بموجب قانون معاهدة الطيور المهاجرة لعام 1918.
طائر الكردينال متعدد الالوان وهو من الطيور صغيرة الحجم له منقار قصير حاد بهيأة مخروطية ذو لون احمر ثقيل ويحيط وجهه باللون الأسود واجنحة أطول من جسده عموما يصل طولها من 25 إلى 31 سم دائرية الشكل ذات تسعة ريشات قوائم بها بعض الريش الخشن المنتصب، يملك ساق طويلة.
يمكن تمييز انثى طائر الكردينال عن الذكر عن طريق اللون الأحمر اللامع مع وجود بعض الريش باللون الأسود الممتد عند العينين إلى أعلى الصدر لدى الذكر دونا عن الانثى، اما الانثى فتتميز باللون الرمادي أو البني الباهت وذيل واجنحة حمراء اللون. يمتلك طائر الكردينال صوت جميل يتكون من مجموعة من الصفارات الواضحة حيث تكون طبقة الصوت في أول واخر الصفير ذات نغمة بطيئة، كذلك تغرد أنثى الكردينال لتعطي إشارة للذكر بموعد تقديم الطعام للعش فيساهم الزوجان في عبارات الاغنية وقد تطيل الانثى الغناء أكثر ويكون لها أغلب العبارات دونا عن الذكر.

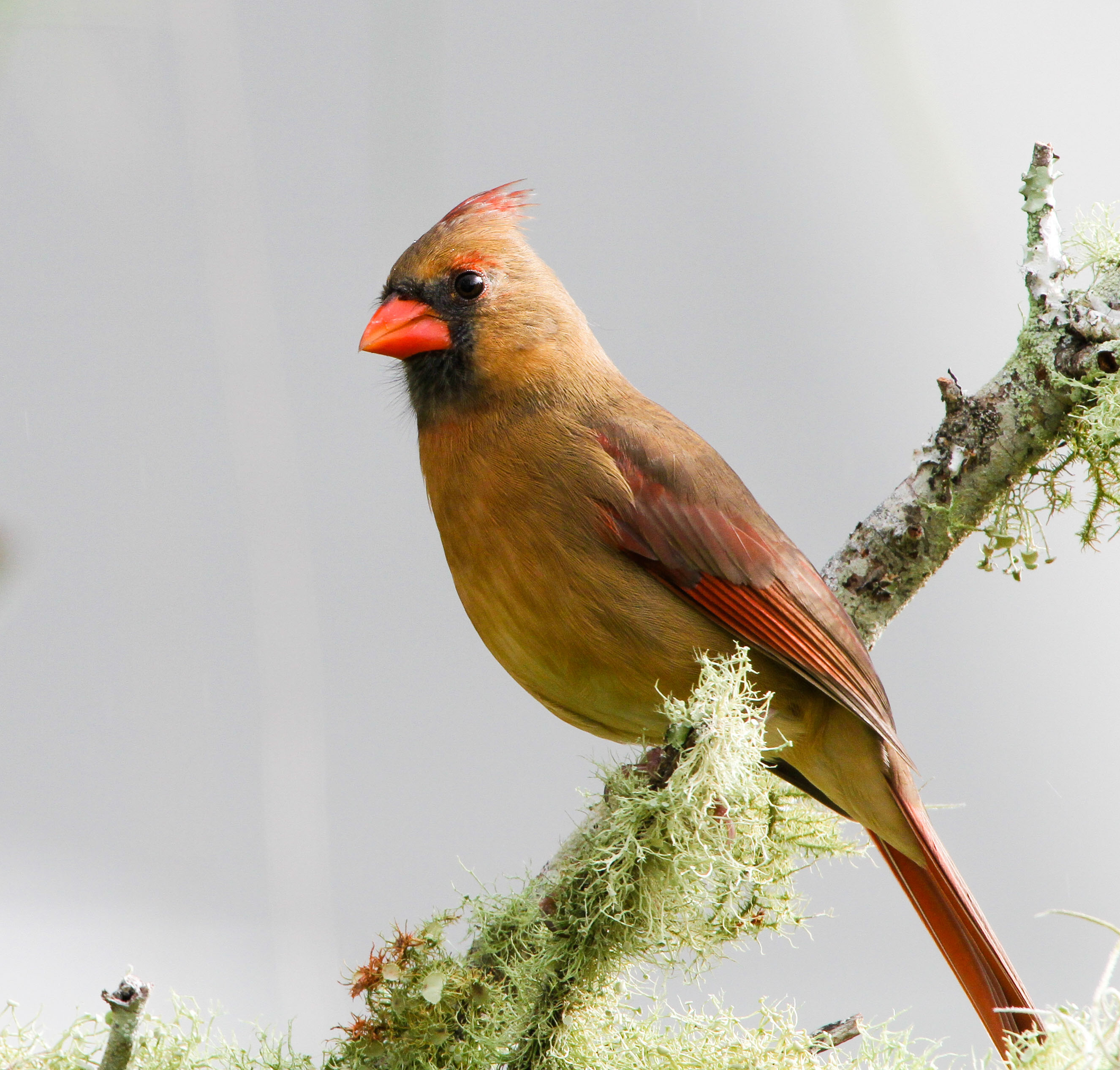
انثى طائر الكاردينال في فلوريدا، الولايات المتحدة

يتغذى الطائر على مجموعة متنوعة من الاطعمة وتتضمن البراعم واوراق التوت والزهور والفواكه والحشرات وبذور الحشائش والحبوب والديدان ووبذور دوار الشمس والزبيب والتفاح والخبز والدخن.
تبني أنثى الكردينال عشها ذو الشكل المقعر على الاشجار حيث تضع 2 إلى 6 بيضات مختلفة الالوان ولكن تتميز عادة باللون الكريمي المنقط باللون البني بين فترة تتراوح بين 11 إلى 13 يوم ويواصل بعد ذلك الذكر حضانة البيض لمدة 12 يوم ويقوم كلا الوالدين باطعام الصغار وتبني الانثى العش الآخر استعدادا للحضنة التالية وربما يكون للكردينال اربع فقسات خلال الفترة بين شهري أبريل وأغسطس من كل عام، كما يقوم الذكر بالدفاع عن منطقة تزاوجه أو نفوذه ضد الذكور الأخرى لدرجة انه ان رأى انعكاسه في أي سطح عاكس كالزجاج أو الماء فانه يظل يتقاتل معه لعدة ساعات.
يتشابه طائر الكردينال الشمالي مع نظيره طائر الكردينال أصفر المنقار.

## التصنيف
يعتبر الكردينال الشمالي واحدًا من ثلاثة طيور تنتمي إلى جنس الكردينال، وهو مدرج في فصيلة كردينال (الاسم العلمي: Cardinalidae)، والتي تتكون من طيور الجاسر الموجودة في أمريكا الشمالية والجنوبية.

## الوصف
الكردينال الشمالي هو طائر مغرد متوسط الحجم يبلغ طول جسمه 21-23.5 سم (8.3-9.3 بوصة) وجناحيه 25-31 سم (9.8-12.2 بوصة). يزن البالغ من 33.6-65 جم (1.19-2.29 أونصة) بمتوسط 44.8 جم (1.58 أونصة). متوسط الذكور أكبر بقليل من الإناث.. الذكر البالغ لونه أحمر قرمزي لامع مع قناع وجه أسود على العينين، يمتد إلى أعلى الصدر. يصبح اللون باهتًا وأغمق على الظهر والأجنحة. قناع وجه الأنثى رمادي إلى أسود وهو أقل تحديدًا من قناع الذكر. يمتلك كلا الجنسين قمم بارزة ومناقير ذات لون مرجاني لامع. المنقار مخروطي الشكل وقوي.لونها بني من الأعلى ولون أحمر-بني من الأسفل، مع قمة بلون القرميد وجبهة وأجنحة وذيل.الأرجل والقدمين لونها بني-زهري غامق. قزحية العين بنية. يتم إنتاج لون ريش الذكور من أصباغ كاروتينويد في النظام الغذائي.ادة ما تستقلب الذكور الكاردينالية الشمالية أصباغ الكاروتين لتكوين تصبغ ريش بلون مختلف عن الصبغة المبتلعة. عندما تتغذى فقط على أصباغ صفراء، يصبح لون الذكور أحمر باهت. يفتقر عدد قليل من الكرادلة «المورفولوجية الصفراء» إلى الإنزيم للقيام بهذا التحويل

## الحمية الغذائية

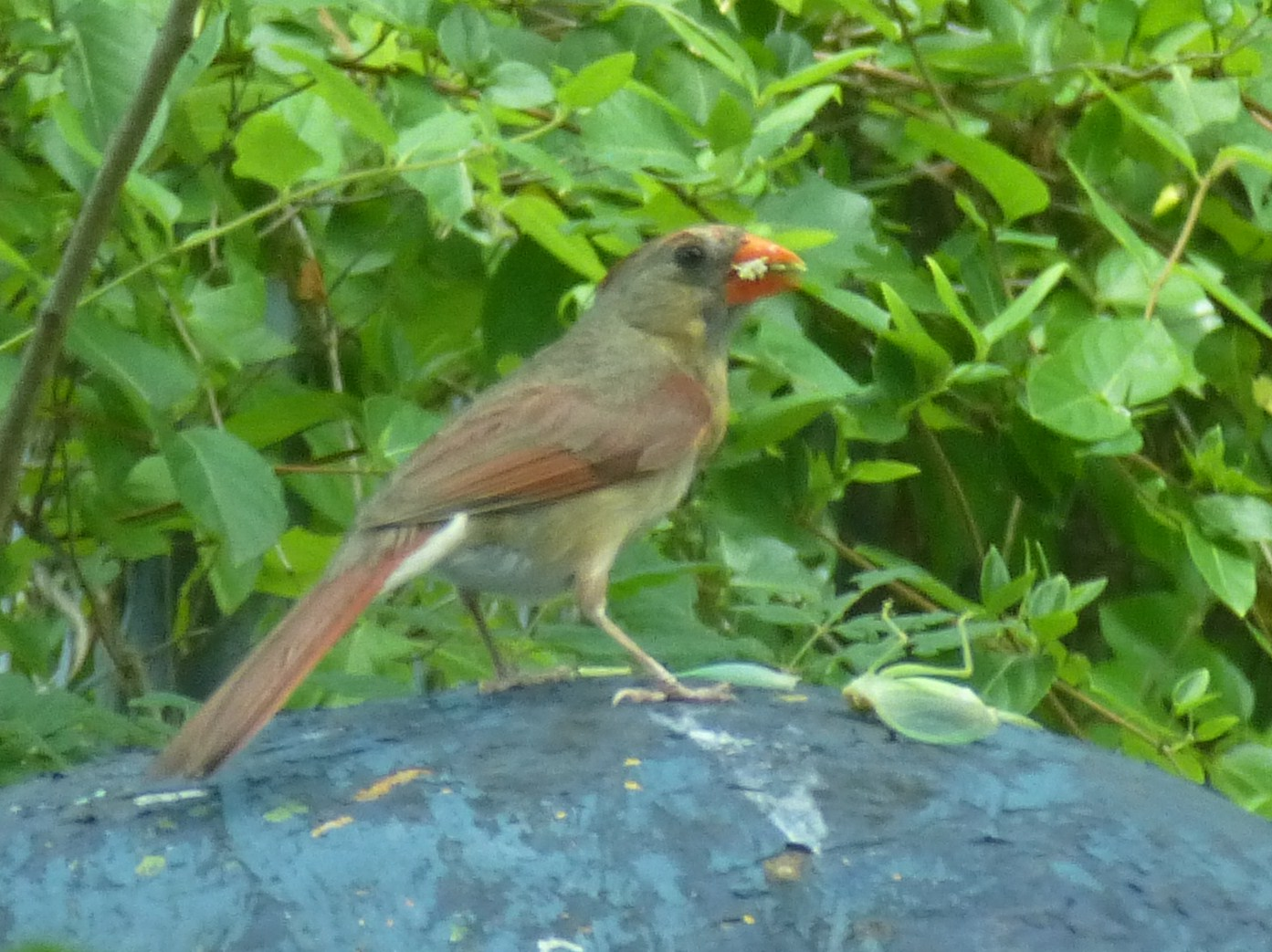
أنثى كاردينال تأكل كاتيديد ، ميسوري أوزاركس

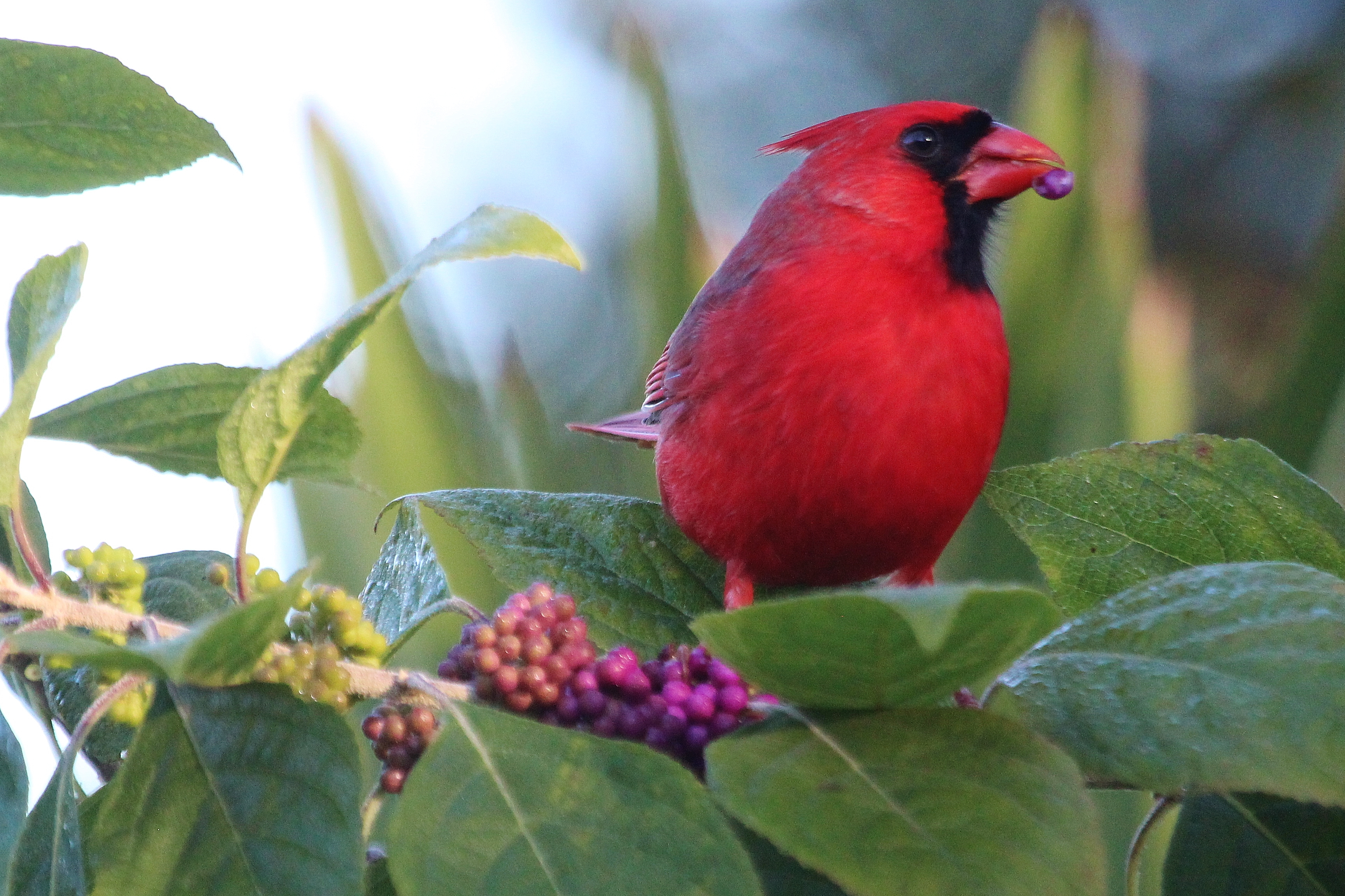
ذكر كردينال يتغذى على التوت البري الأمريكي

يتكون غذاء الكردينال الشمالي بشكل أساسي (حتى 90٪) من بذور الأعشاب والحبوب والفواكه.ويجد الطعام أثناء التنقل على الأرض من خلال الأشجار أو الشجيرات. كما أنها ستستهلك الحشرات، بما في ذلك الخنافس والجنادب، والقواقع. تغذي صغارها الحشرات بشكل حصري تقريبًا.
يجلب الذكور أحيانًا مواد العش إلى الأنثى التي تقوم بمعظم المبنى. تسحق الأغصان بمنقارها حتى تصبح مرنة، ثم تستدير في العش لثني الأغصان حول جسدها ودفعها إلى شكل كوب بقدميها. يحتوي الكأس على أربع طبقات: أغصان خشنة (وأحيانًا أجزاء من القمامة) مغطاة بساط مورق، ثم مبطنة بلحاء العنب وأخيرًا الأعشاب والسيقان والجذور الصغيرة وإبر الصنوبر. يستغرق بناء العش عادةً من ثلاثة إلى تسعة أيام؛ المنتج النهائي هو 5.1-7.6 سم (2.0-3.0 بوصة) ارتفاعًا، 10.1 سم (4.0 بوصة) عرضًا، وقطره الداخلي حوالي 7.6 سم (3.0 بوصات). لا يستخدم الكرادلة عادة أعشاشهم أكثر من مرة. الأنثى تبني عش كوبفي بقعة مخفية جيدًا في شجيرة كثيفة أو شجرة منخفضة 1 - 3 م (3.3-9.8 قدم) من الأرض. يتكون العش من أغصان رفيعة وشرائح من اللحاء وأعشاب مبطنة بأعشاب أو ألياف نباتية أخرى.

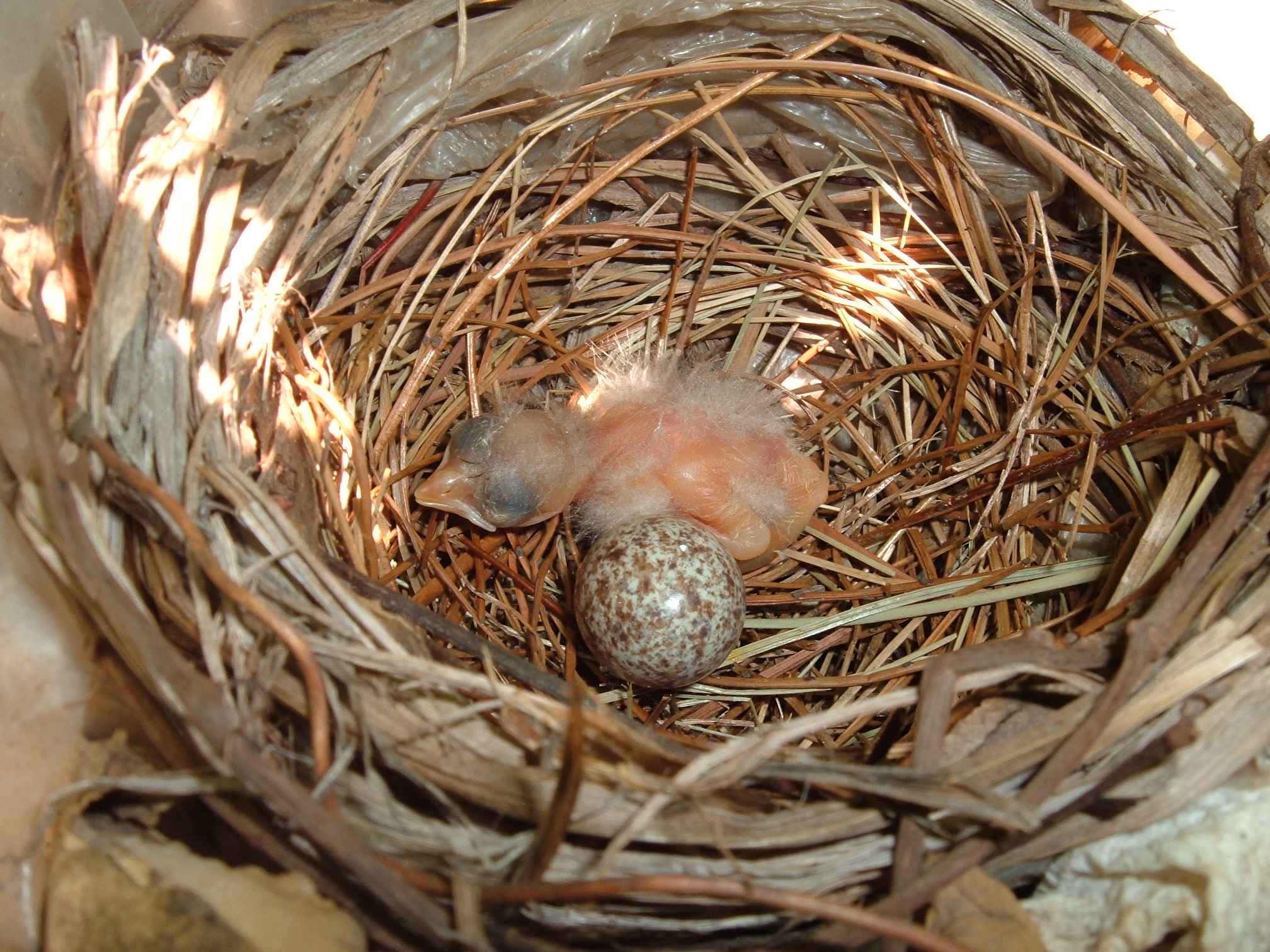
خرجت حديثا
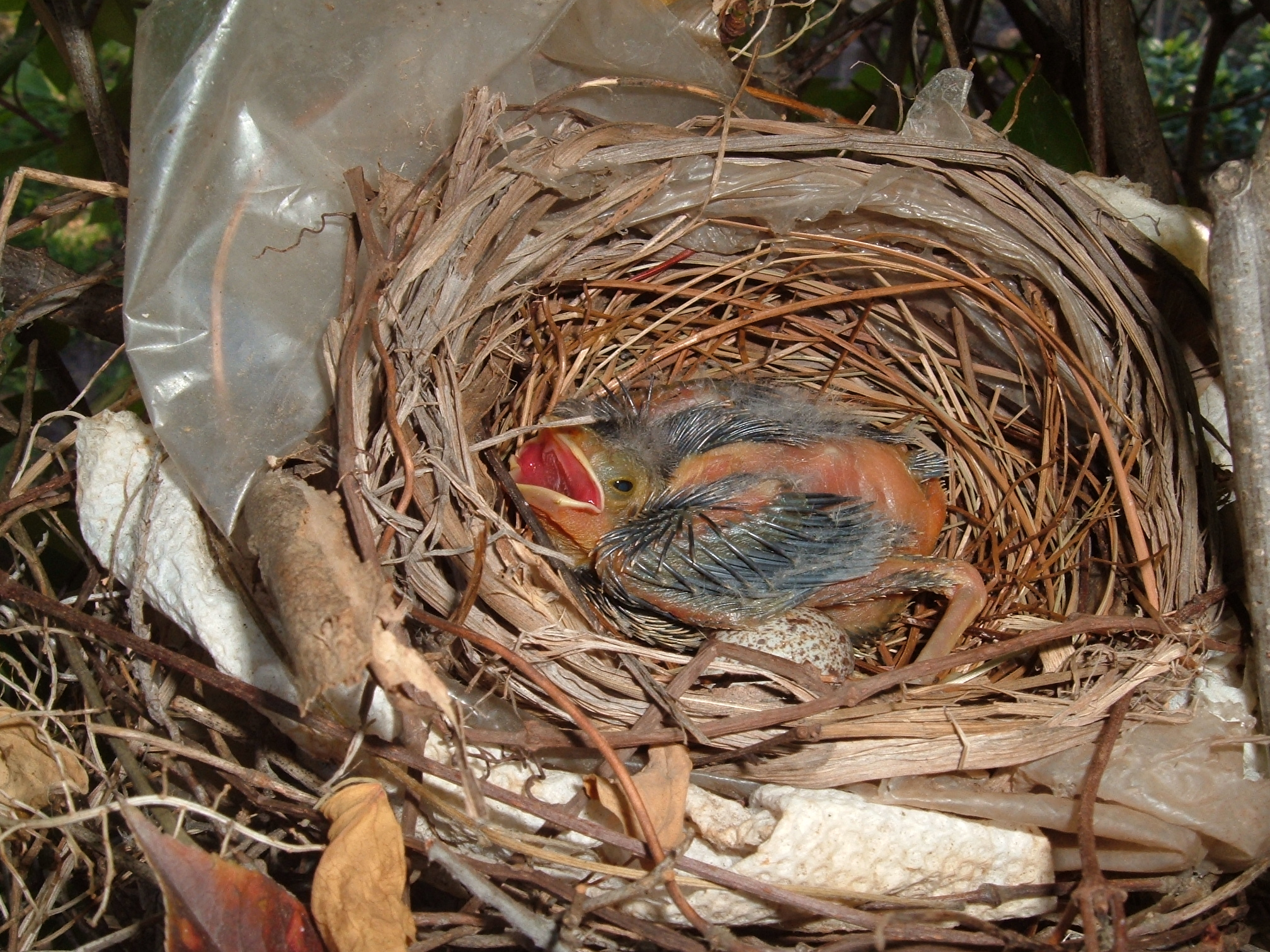
في عمر أسبوع
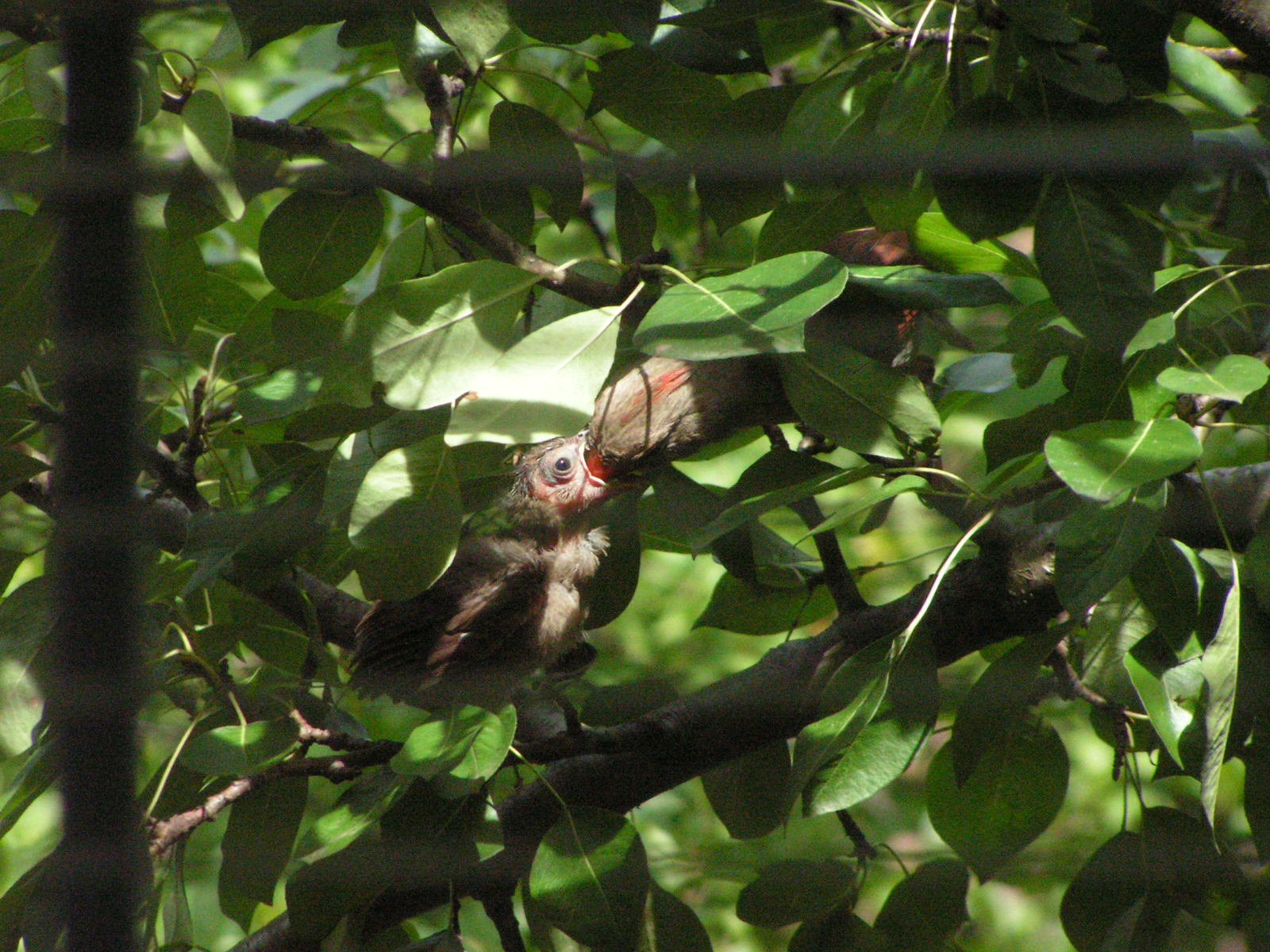
أنثى تغذي فرخا
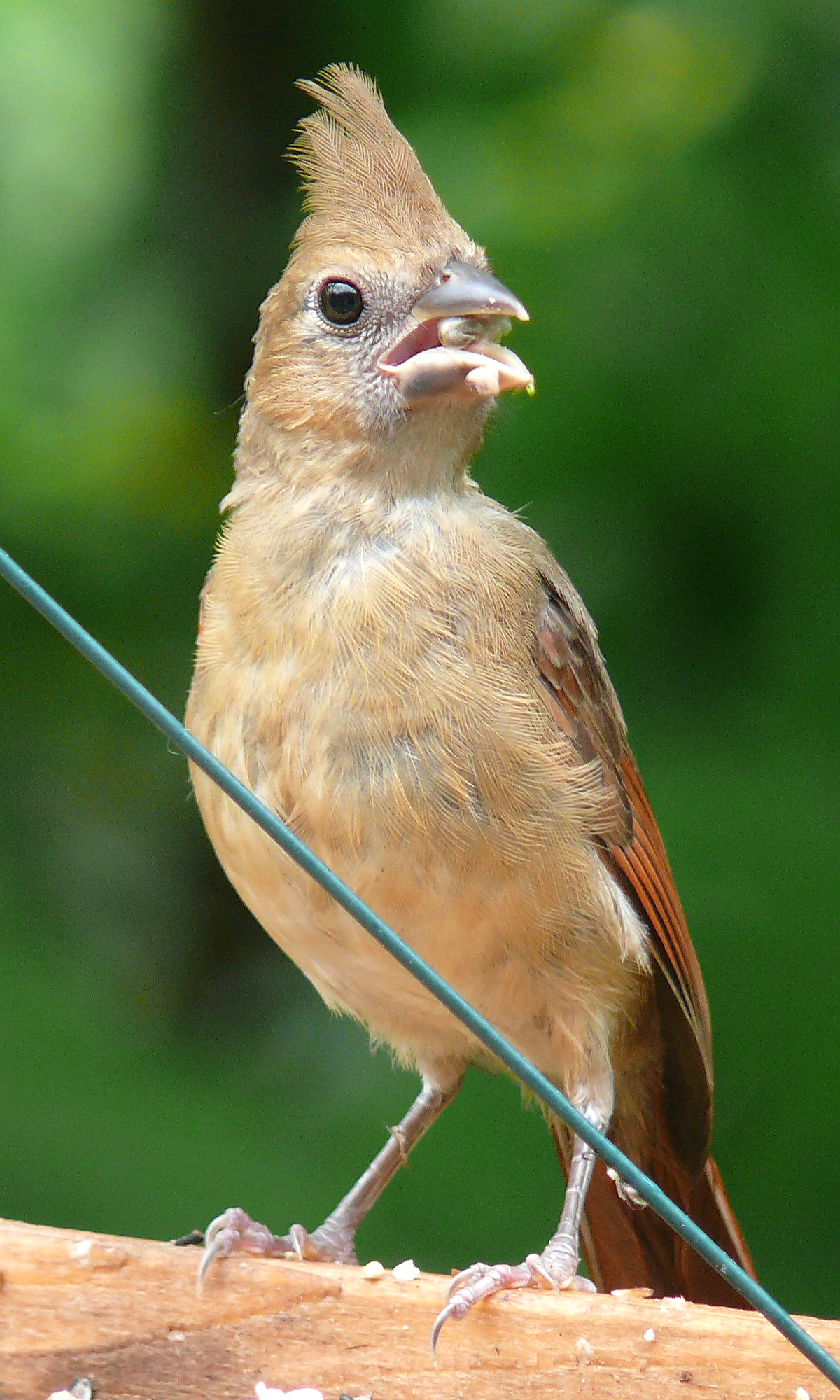
انثى تبني عشاها
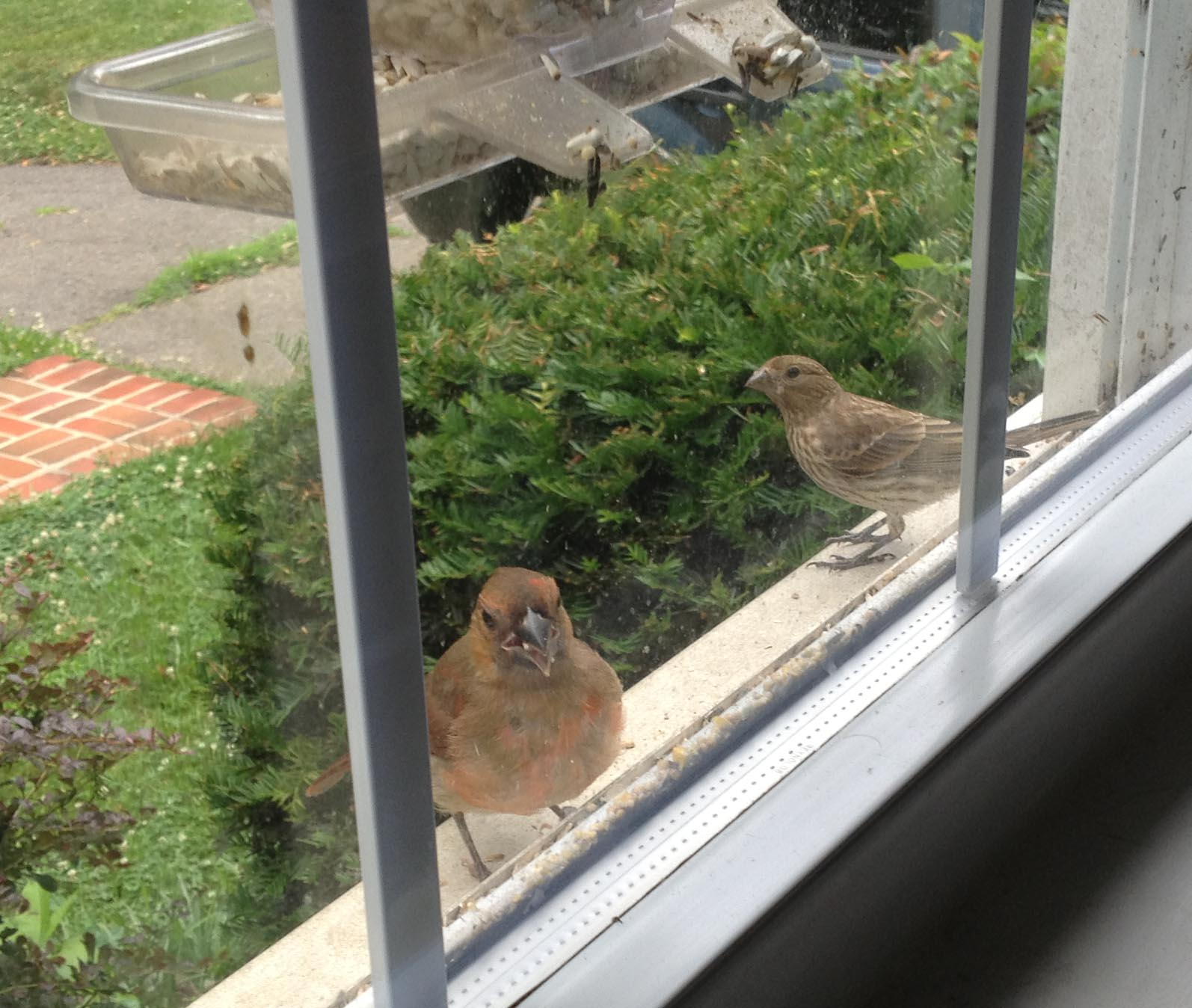
حدث ذكر الكاردينال الشمالي (يسار) عند التغذية مع عصفور منزل أنثى
ذكر يصتاد
انثى تبني عشاها

## المفترسون له
يفترس الكردينال الشمالي عليها مجموعة متنوعة من الحيوانات المفترسة التي تعيش في أمريكا الشمالية، بما في ذلك الصقور، النسور الصلعاء، النسور الذهبية والعديد من البوم، بما في ذلك البوم ذو أذنين طويلة، والبوم صياح الشرقية. وتشمل الحيوانات المفترسة الثعابين والغربان، السناجب الرمادية الشرقية، والقطط المنزلية.